# Technisches Museum in Brünn

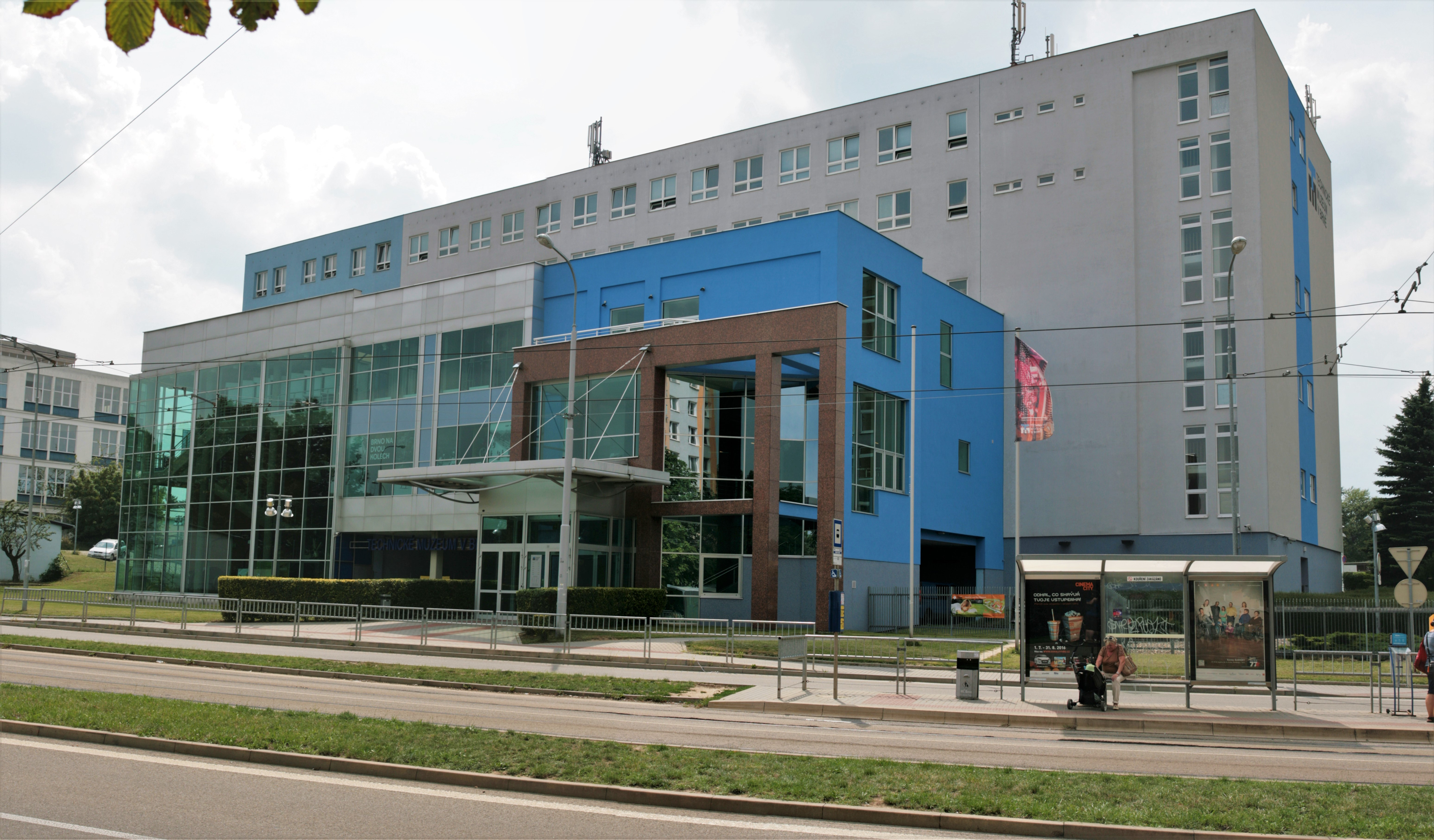
Museumsgebäude

Das Technische Museum in Brünn (tschechisch Technické muzeum v Brně, TMB) ist ein staatliches Museum in Brünn-Königsfeld (tschechisch Brno-Královo Pole), Purkyňova 2950/105, in Tschechien. Es ist dem Kulturministerium unterstellt und hat seinen Sitz in der mährischen Stadt Brünn.

## Geschichte
1817 wurde in Brünn das Kaiser-Franz-Museum gegründet. Es setzte seinen Schwerpunkt zunehmend auf Exponate aus Natur- und Gesellschaftswissenschaften.
Da die Technikgeschichte aus der Sammlungstätigkeit zunehmend ausgeschlossen wurde, erfolgte 1873 in der mährischen Industriestadt die Gründung des Mährischen Gewerbemuseums. 1895 entstand eine technologische Abteilung, zu der eine Dauerausstellung von Werkzeugen, Maschinen und Konstruktionen gehörte. Zu Beginn des 20. Jahrhunderts orientierte sich dieses Museum zunehmend auf das Kunsthandwerk. Es stellte die industriegeschichtliche Sammlungstätigkeit schließlich gänzlich ein und wurde 1961 Teil der Mährischen Galerie.
1924 entstand auf Initiative der Brünner Sektion des Vereins Tschechoslowakischer Ingenieure ein Vorbereitungskomitee für die Errichtung eines technischen Museums in Mähren. Nachfolgend entwickelte das Komitee die Konzeption eines Technologischen Museum für Mähren und Schlesien als Pendant zum Technischen Museum Prag. Bis in die 1930er Jahre verliefen die Verhandlungen mit dem Prager Museum, das seine Monopolstellung zu erhalten suchte, ohne konkrete Ergebnisse. 1936 erfolgte deshalb in Brünn die Gründung des Archiv pro dějiny průmyslu, obchodu a technické práce (Archiv für Industrie- und Handelsgeschichte und technische Arbeiten). Der Aufbau dieses direkten Vorgängers des Museums kam durch den Ausbruch des Zweiten Weltkrieges zum Erliegen.

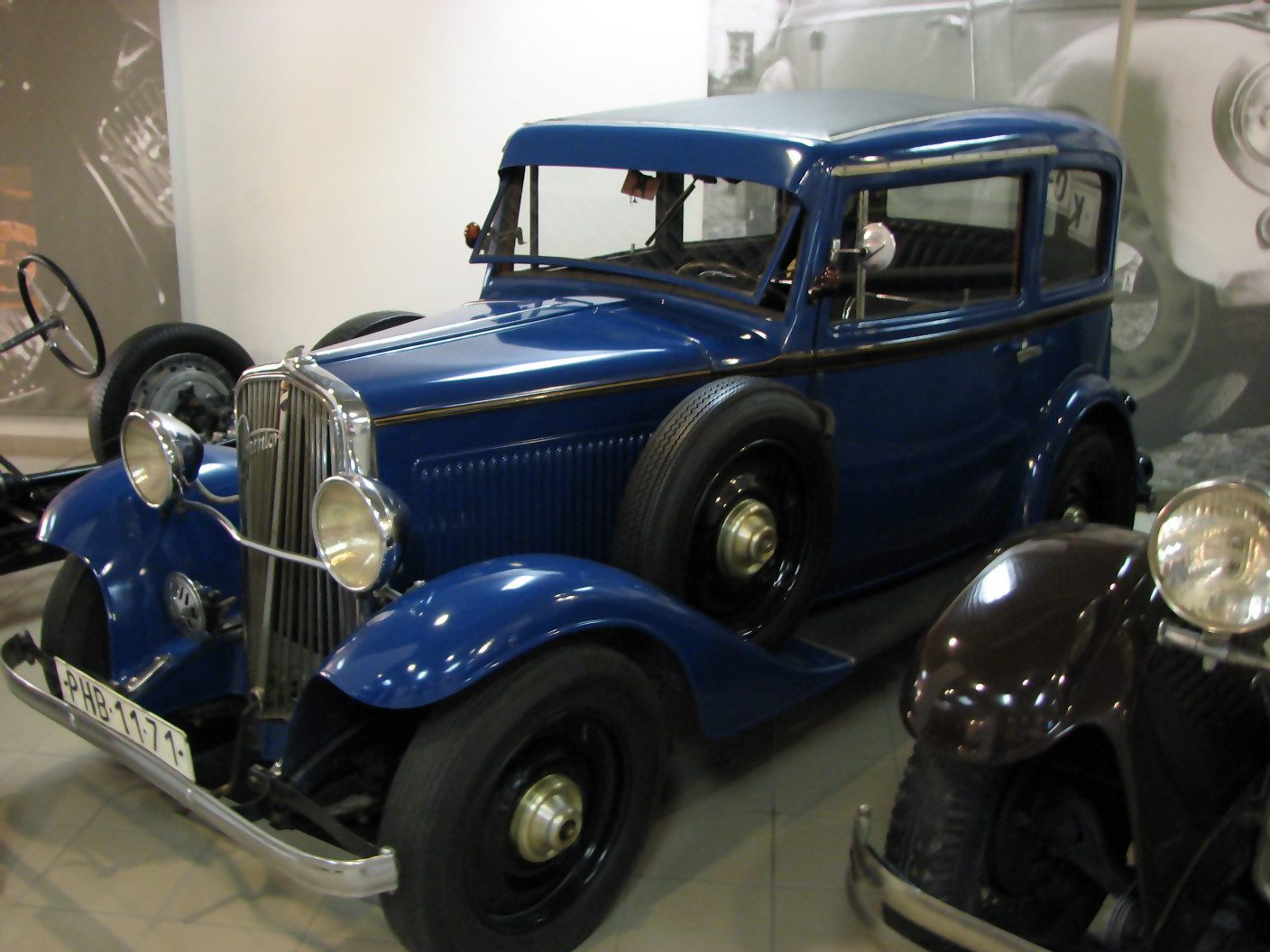
Exponate

1948 erfolgte auf Initiative des mährischen Landesnationalkomitees und der Handels- und Gewerbekammer eine Wiederbelebung des Archiv pro dějiny průmyslu, obchodu a technické práce. Der Verein bezog zunächst provisorische Räume im Kunstgewerbemuseum. 1950 zog das Archiv in die Räumlichkeiten des ehemaligen Ursulinenklosters an der Straßenecke Orlí / Josefská in der Brünner Innenstadt um. Zu Beginn des Jahres 1951 wurde der Verein zwangsaufgelöst. Seine Sammlung wurde verstaatlicht und als Niederlassung an das Technische Nationalmuseum in Prag angeschlossen. Die Niederlassung wurde Ende 1952 in eine Studien- und Dokumentationsabteilung umgewandelt und konnte dadurch eine eigene systematische Sammlungstätigkeit aufnehmen. Nachdem das Klostergebäude 1956 der Náboženská matice zur Nutzung als Museum übertragen worden war, begann eine schrittweise Sanierung des baufälligen barocken Gebäudes.
Am 1. Januar 1961 wurde das Museum aus dem Technischen Nationalmuseum in Prag ausgegliedert und ein eigenständiges Technisches Museum in Brünn (Technické muzeum v Brně) gegründet. Infolge des Gesetzes über die Rückgabe von Kirchenbesitz von 1991 wurde der Hauptsitz des Museums an den Ursulinenorden rückübertragen. Das Museum erhielt einen bis 2001 befristeten Mietvertrag. Durch Restitution musste das Museum nach der samtenen Revolution auch zwei als Magazine genutzte Gebäude in Rousínov sowie die Häuser in den Straßen Josefská und Novobranská in Brünn mit einer Nutzfläche von 20796 m² räumen. In den Jahren 1995 bis 1996 musste das Museum wegen statischer Mängel seine Ausstellungsräume im Ursulinenkloster aufgeben und zog in den Stadtteil Královo Pole um.
Nach dem Umbau des neuen Sitzes wurde das Museum 1997 wiedereröffnet.

## Außenstellen
Außenstellen des Museums sind:
- Gelände des Tschechoslowakischen Walls in Šatov (Areál československého opevnění Šatov)
- Sammlung von Fahrzeugen des Öffentlichen Personennahverkehrs in Brno-Líšeň (Sbírka vozidel MHD) sowie ein Depot gleisloser Fahrzeuge in Řečkovice
- Ausstellung des Schmiede- und Wagnerhandwerks in der alten Schmiede in Těšany
- Eisenhütte Huť Františka bei Adamov (Stará huť u Adamova)
- Hammerwerk Šlakhamry in Hamry nad Sázavou
- Windmühle in Kuželov
- Wassermühle Slup